# Pittosporum brevispinum
Espèce
Statut de conservation UICN

 CR C2a(i,ii); D : 
En danger critique
Pittosporum brevispinum est une espèce de plantes à fleurs de la famille des Pittosporaceae. Elle est endémique de Nouvelle-Calédonie et pousse dans les forêts tropicales sèches.